# Associació de Joves Lectors Catalans
L'Associació de Joves Lectors Catalans (abreujat AJLC) és una organització de joves catalans interessats en la lectura, fundada el 2021. Té com a objectius difondre l'hàbit lector entre el públic juvenil dels territoris de parla catalana i donar suport a creadors de contingut de l'àmbit literari (BookTube, Bookstagram i BookTok).
Els orígens de l'entitat es remunten a la confluència de lectors en les Trobades de Joves Lectors organitzades per la plataforma virtual Què llegeixes?. Amb tot, no es va començar a formar com a tal fins al 2019, quan van prendre el relleu a la Institució de les Lletres Catalanes en l'organització de dels encontres, i finalment es va constituir com a entitat sense ànim de lucre l'any 2021 amb Anna Pardos (Mixa) com a presidenta.
Entre el 2019 i el 2025, van conduir sis edicions consecutives de les trobades, ara sota el nom de Jornades de Joves Lectors, a la Biblioteca Ignasi Iglésias-Can Fabra de Sant Andreu de Palomar (Barcelona). Al llarg dels anys, en les taules rodones de les Jornades han reunit una cinquantena de ponents (incloent-hi autors, traductors, editors, il·lustradors, professors i divulgadors), d'entre els quals Xavier Pàmies, Maite Carranza, Núria Bendicho, Maryam Assakat, Jaume Copons, Care Santos, Cristian Olivé, Carla Clavera i Arturo Padilla. L'edició de les Jornades del 2020 va ser telemàtica a causa de la pandèmia de la COVID-19; la del 2025 va incorporar un tast previ, la Jornada de Joves Lectors INS, adreçada a les escoles i els instituts del barri.
A data de 2025, l'organització tenia una trentena d'associats d'arreu de Catalunya. A banda de les Jornades de Joves Lectors, s'encarreguen de dur a terme altres activitats: el 2024, van organitzar un concurs de microrelats per a joves, que va guanyar Jan Biarnés amb «A través de la finestra». El 2025, van fer una gimcana a l'Edifici històric de la Universitat de Barcelona en el marc del festival literari juvenil Crush Fest; així com una altra a la ciutat de Girona, passant per diverses llibreries i amb la Biblioteca Carles Rahola com a punt d'inici i de meta. També han col·laborat en esdeveniments com la Setmana del Llibre en Català i la fira literària Litterarum de Móra d’Ebre.